# Polynema reticulatum
Polynema reticulatum är en stekelart som först beskrevs av Dmitriy Alekseevich Ogloblin 1946.  Polynema reticulatum ingår i släktet Polynema och familjen dvärgsteklar. Inga underarter finns listade i Catalogue of Life.